# Punktspreizfunktion

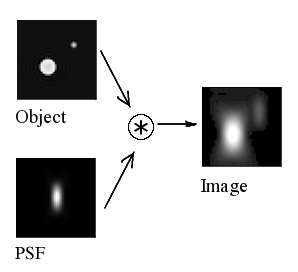
Wie ein Bild in einem konfokalen Mikroskop gebildet wird: Das Bild entsteht durch Faltung (Mathematik) der echten Lichtquellen mit der Punktspreizfunktion

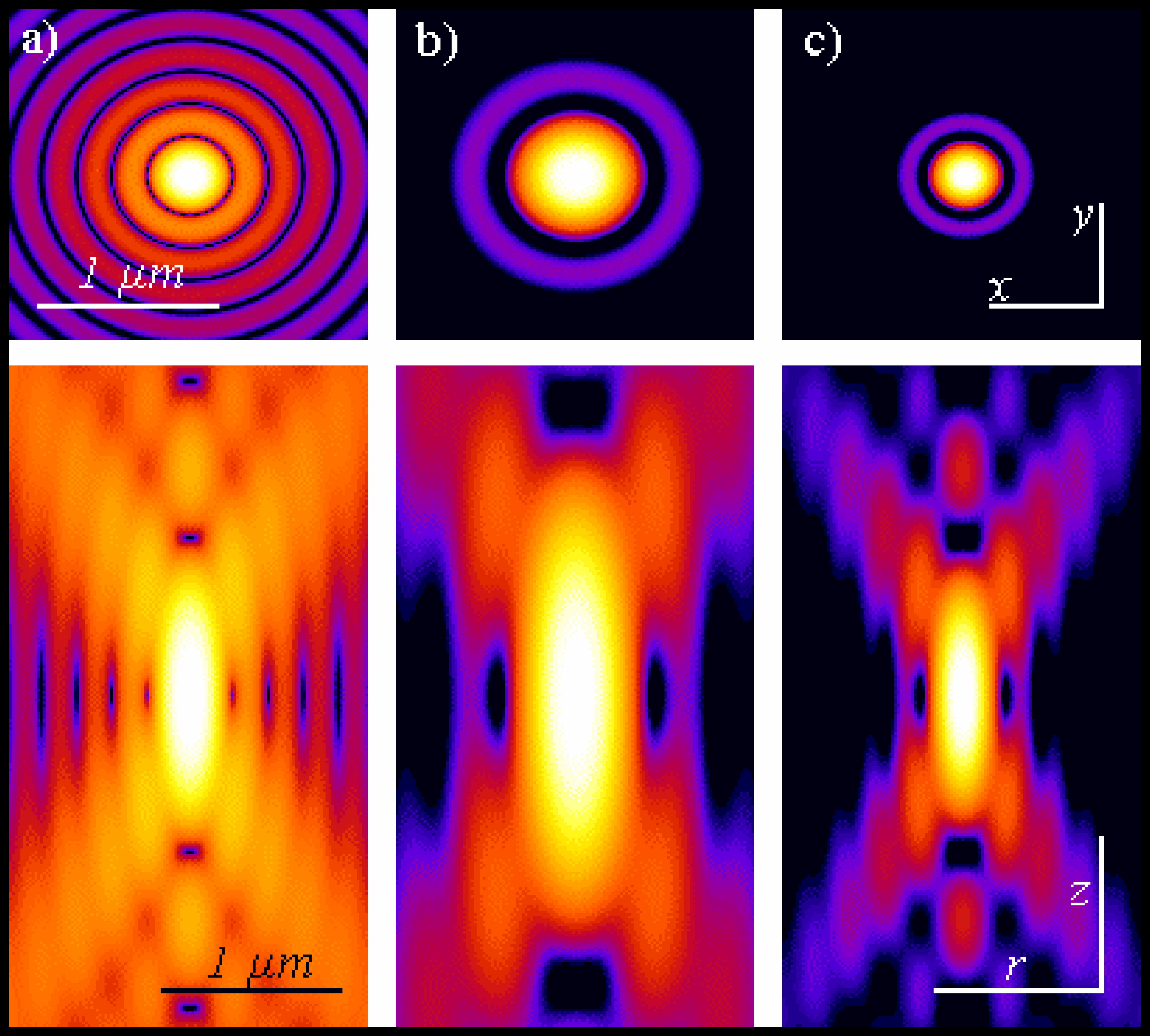
Vergleich von berechneten Punktspreizfunktionen bei normaler (Weitfeld-)Fluoreszenzmikroskopie, Zwei-Photonen-Mikroskopie und konfokaler Mikroskopie, oben in der Fokusebene und unten entlang der optischen Achse.

Die Punktantwort, Punktbildfunktion, Punktverteilungsfunktion, Punktbildverwaschungsfunktion oder Punktspreizfunktion (engl. „point spread function“, kurz PSF) beschreibt in der Hochfrequenztechnik, Optik und Bildverarbeitung die Wirkung von bandbegrenzenden Einflussfaktoren wie:
- Beugungserscheinungen an Blenden
- Abbildungsfehler
- Einfluss der Sensorfläche bzw. Apertur

Sie gibt an, wie ein idealisiertes, punktförmiges Objekt durch ein System abgebildet würde. Oft ist die Form der Punktantwort unabhängig vom ursprünglichen Ort des idealen, punktförmigen Objekts. In diesem Fall spricht man von einem linearen System. Dann kann die Gesamtantwort des Systems als Summe über die Punktantworten des in seine Punkte zerlegten Objektes berechnet werden.
In der Lichtmikroskopie kann die durch Beugung begrenzte, maximal erreichbare Auflösung eines Objektivs mit Hilfe der PSF bestimmt werden. Als Auflösung eines Mikroskops wird in der Regel der Abstand verstanden, den zwei punktförmige Strukturen haben müssen, damit sie als getrennte Strukturen (und nicht als eine Struktur) erkannt werden können.
Während die Breite (FWHM) der Punktspreizfunktion den wichtigsten Faktor für die Auflösung darstellt, hängt die tatsächlich erreichte Auflösung eines mikroskopischen Bilds auch noch von anderen Faktoren wie dem Signal-Rausch-Verhältnis ab.

## Bestimmung

### Experimentelle Messung
Mikroskopisch aufgenommen wird jedoch meist nur das Bild einer kleinen kugelförmigen Struktur, also beispielsweise das mikroskopische Abbild von sehr kleinen fluoreszierenden Latexkügelchen. Um ein Maß für die erreichbare Auflösung in der x-, y- oder z-Richtung zu bestimmen, wird zunächst die Helligkeitsverteilung entlang eines Profils durch den hellsten Punkt parallel zur gewünschten Achse bestimmt. Die Breite dieser Helligkeitsverteilung auf halber Höhe zwischen Intensitätsmaximum und Intensitätsminimum (FWHM Full Width Half Maximum, deutsch Halbwertsbreite) wird praktischerweise oft als erreichbare Auflösung angegeben.

### Theoretische Berechnung
Alternativ kann die Punktspreizfunktion auch theoretisch für verschiedene experimentelle Abbildungsszenarien berechnet werden.
Die Punktspreizfunktion kann mithilfe von Beugungsintegralen berechnet werden.
Das Airy-Scheibchen ist die Punktspreizfunktion einer Blende, welche zum Beispiel auch die runde Einfassung einer Linse sein kann.